# Liste des planètes mineures (734001-735000)
Voici la liste des planètes mineures numérotées de 734001 à 735000. Les planètes mineures sont numérotées lorsque leur orbite est confirmée, ce qui peut parfois se produire longtemps après leur découverte. Elles sont classées ici par leur numéro.

## Planètes mineures 734001 à 735000
- (734001) 2014 WW196
- (734002) 2014 WT197
- (734003) 2014 WM201
- (734004) 2014 WL203
- (734005) 2014 WL205
- (734006) 2014 WJ207
- (734007) 2014 WL207
- (734008) 2014 WS208
- (734009) 2014 WH212
- (734010) 2014 WX214
- (734011) 2014 WK215
- (734012) 2014 WP215
- (734013) 2014 WD217
- (734014) 2014 WS217
- (734015) 2014 WE219
- (734016) 2014 WC222
- (734017) 2014 WW222
- (734018) 2014 WP226
- (734019) 2014 WL227
- (734020) 2014 WF233
- (734021) 2014 WK234
- (734022) 2014 WY234
- (734023) 2014 WU235
- (734024) 2014 WG238
- (734025) 2014 WZ239
- (734026) 2014 WN240
- (734027) 2014 WM241
- (734028) 2014 WA242
- (734029) 2014 WE243
- (734030) 2014 WP247
- (734031) 2014 WC248
- (734032) 2014 WH248
- (734033) 2014 WL249
- (734034) 2014 WM256
- (734035) 2014 WY260
- (734036) 2014 WZ266
- (734037) 2014 WC267
- (734038) 2014 WS269
- (734039) 2014 WQ271
- (734040) 2014 WP276
- (734041) 2014 WF278
- (734042) 2014 WH278
- (734043) 2014 WZ279
- (734044) 2014 WE280
- (734045) 2014 WT283
- (734046) 2014 WN287
- (734047) 2014 WJ288
- (734048) 2014 WA289
- (734049) 2014 WD290
- (734050) 2014 WG292
- (734051) 2014 WN292
- (734052) 2014 WP294
- (734053) 2014 WC296
- (734054) 2014 WL300
- (734055) 2014 WN300
- (734056) 2014 WH301
- (734057) 2014 WX301
- (734058) 2014 WL307
- (734059) 2014 WG310
- (734060) 2014 WM310
- (734061) 2014 WS313
- (734062) 2014 WB314
- (734063) 2014 WV316
- (734064) 2014 WW316
- (734065) 2014 WZ317
- (734066) 2014 WM319
- (734067) 2014 WE322
- (734068) 2014 WP323
- (734069) 2014 WA325
- (734070) 2014 WJ325
- (734071) 2014 WG326
- (734072) 2014 WE328
- (734073) 2014 WJ330
- (734074) 2014 WG331
- (734075) 2014 WK331
- (734076) 2014 WM331
- (734077) 2014 WQ331
- (734078) 2014 WF332
- (734079) 2014 WL332
- (734080) 2014 WB333
- (734081) 2014 WG333
- (734082) 2014 WX333
- (734083) 2014 WG334
- (734084) 2014 WQ335
- (734085) 2014 WQ336
- (734086) 2014 WG337
- (734087) 2014 WX338
- (734088) 2014 WT340
- (734089) 2014 WM342
- (734090) 2014 WU342
- (734091) 2014 WQ343
- (734092) 2014 WR345
- (734093) 2014 WX347
- (734094) 2014 WJ348
- (734095) 2014 WC351
- (734096) 2014 WP354
- (734097) 2014 WC356
- (734098) 2014 WY356
- (734099) 2014 WR358
- (734100) 2014 WV358
- (734101) 2014 WM359
- (734102) 2014 WT359
- (734103) 2014 WV359
- (734104) 2014 WP363
- (734105) 2014 WV364
- (734106) 2014 WL369
- (734107) 2014 WV371
- (734108) 2014 WY371
- (734109) 2014 WM372
- (734110) 2014 WW373
- (734111) 2014 WZ373
- (734112) 2014 WC375
- (734113) 2014 WP377
- (734114) 2014 WB378
- (734115) 2014 WN378
- (734116) 2014 WN379
- (734117) 2014 WH380
- (734118) 2014 WL382
- (734119) 2014 WD386
- (734120) 2014 WV386
- (734121) 2014 WS387
- (734122) 2014 WT387
- (734123) 2014 WS388
- (734124) 2014 WJ390
- (734125) 2014 WO393
- (734126) 2014 WC394
- (734127) 2014 WC395
- (734128) 2014 WF396
- (734129) 2014 WN396
- (734130) 2014 WC397
- (734131) 2014 WH397
- (734132) 2014 WN397
- (734133) 2014 WH398
- (734134) 2014 WE400
- (734135) 2014 WN400
- (734136) 2014 WG401
- (734137) 2014 WM402
- (734138) 2014 WK403
- (734139) 2014 WM404
- (734140) 2014 WR404
- (734141) 2014 WS406
- (734142) 2014 WU409
- (734143) 2014 WG410
- (734144) 2014 WR410
- (734145) 2014 WE411
- (734146) 2014 WW411
- (734147) 2014 WL412
- (734148) 2014 WB413
- (734149) 2014 WW414
- (734150) 2014 WZ414
- (734151) 2014 WS415
- (734152) 2014 WF416
- (734153) 2014 WN416
- (734154) 2014 WM418
- (734155) 2014 WP418
- (734156) 2014 WK419
- (734157) 2014 WP419
- (734158) 2014 WR419
- (734159) 2014 WS420
- (734160) 2014 WP423
- (734161) 2014 WA426
- (734162) 2014 WJ426
- (734163) 2014 WB428
- (734164) 2014 WL428
- (734165) 2014 WY430
- (734166) 2014 WS431
- (734167) 2014 WP432
- (734168) 2014 WM436
- (734169) 2014 WM438
- (734170) 2014 WN441
- (734171) 2014 WK445
- (734172) 2014 WA447
- (734173) 2014 WK448
- (734174) 2014 WQ448
- (734175) 2014 WZ450
- (734176) 2014 WQ452
- (734177) 2014 WM455
- (734178) 2014 WA456
- (734179) 2014 WX462
- (734180) 2014 WO463
- (734181) 2014 WS463
- (734182) 2014 WR464
- (734183) 2014 WW464
- (734184) 2014 WH468
- (734185) 2014 WH470
- (734186) 2014 WX470
- (734187) 2014 WD471
- (734188) 2014 WH472
- (734189) 2014 WA474
- (734190) 2014 WN474
- (734191) 2014 WG477
- (734192) 2014 WU479
- (734193) 2014 WH480
- (734194) 2014 WU480
- (734195) 2014 WK482
- (734196) 2014 WC484
- (734197) 2014 WY484
- (734198) 2014 WV487
- (734199) 2014 WV489
- (734200) 2014 WK494
- (734201) 2014 WM494
- (734202) 2014 WN494
- (734203) 2014 WC495
- (734204) 2014 WW495
- (734205) 2014 WU498
- (734206) 2014 WG499
- (734207) 2014 WZ500
- (734208) 2014 WR502
- (734209) 2014 WB503
- (734210) 2014 WD504
- (734211) 2014 WG505
- (734212) 2014 WE516
- (734213) 2014 WO516
- (734214) 2014 WH517
- (734215) 2014 WR517
- (734216) 2014 WB518
- (734217) 2014 WD518
- (734218) 2014 WQ518
- (734219) 2014 WN519
- (734220) 2014 WT519
- (734221) 2014 WJ521
- (734222) 2014 WH522
- (734223) 2014 WK523
- (734224) 2014 WD525
- (734225) 2014 WK525
- (734226) 2014 WL525
- (734227) 2014 WO525
- (734228) 2014 WR525
- (734229) 2014 WG526
- (734230) 2014 WH526
- (734231) 2014 WD528
- (734232) 2014 WX528
- (734233) 2014 WA531
- (734234) 2014 WE531
- (734235) 2014 WO536
- (734236) 2014 WK537
- (734237) 2014 WJ538
- (734238) 2014 WS543
- (734239) 2014 WY561
- (734240) 2014 WK567
- (734241) 2014 WO567
- (734242) 2014 WB568
- (734243) 2014 WN572
- (734244) 2014 WO572
- (734245) 2014 WD574
- (734246) 2014 WG575
- (734247) 2014 WT580
- (734248) 2014 WU580
- (734249) 2014 WT585
- (734250) 2014 WX587
- (734251) 2014 WO591
- (734252) 2014 WS591
- (734253) 2014 WW594
- (734254) 2014 WD603
- (734255) 2014 WF612
- (734256) 2014 WE613
- (734257) 2014 WH613
- (734258) 2014 WE615
- (734259) 2014 WN615
- (734260) 2014 XN
- (734261) 2014 XS
- (734262) 2014 XN3
- (734263) 2014 XS8
- (734264) 2014 XF10
- (734265) 2014 XR12
- (734266) 2014 XD13
- (734267) 2014 XR14
- (734268) 2014 XE19
- (734269) 2014 XF21
- (734270) 2014 XV22
- (734271) 2014 XY23
- (734272) 2014 XZ24
- (734273) 2014 XQ27
- (734274) 2014 XE28
- (734275) 2014 XE29
- (734276) 2014 XM31
- (734277) 2014 XK33
- (734278) 2014 XV33
- (734279) 2014 XW36
- (734280) 2014 XX36
- (734281) 2014 XD38
- (734282) 2014 XQ38
- (734283) 2014 XW38
- (734284) 2014 XC39
- (734285) 2014 XD40
- (734286) 2014 XC41
- (734287) 2014 XV41
- (734288) 2014 XF44
- (734289) 2014 XB49
- (734290) 2014 XO49
- (734291) 2014 YF1
- (734292) 2014 YJ1
- (734293) 2014 YZ1
- (734294) 2014 YD2
- (734295) 2014 YF3
- (734296) 2014 YZ4
- (734297) 2014 YS5
- (734298) 2014 YL8
- (734299) 2014 YS9
- (734300) 2014 YQ11
- (734301) 2014 YK12
- (734302) 2014 YT13
- (734303) 2014 YX15
- (734304) 2014 YP16
- (734305) 2014 YB18
- (734306) 2014 YP20
- (734307) 2014 YZ20
- (734308) 2014 YA21
- (734309) 2014 YT21
- (734310) 2014 YA24
- (734311) 2014 YF25
- (734312) 2014 YG25
- (734313) 2014 YB26
- (734314) 2014 YR26
- (734315) 2014 YX27
- (734316) 2014 YH28
- (734317) 2014 YT30
- (734318) 2014 YA31
- (734319) 2014 YW31
- (734320) 2014 YC32
- (734321) 2014 YS33
- (734322) 2014 YT35
- (734323) 2014 YY35
- (734324) 2014 YA38
- (734325) 2014 YZ39
- (734326) 2014 YG41
- (734327) 2014 YR42
- (734328) 2014 YA45
- (734329) 2014 YK46
- (734330) 2014 YC47
- (734331) 2014 YG47
- (734332) 2014 YH48
- (734333) 2014 YO55
- (734334) 2014 YZ55
- (734335) 2014 YE56
- (734336) 2014 YU56
- (734337) 2014 YS58
- (734338) 2014 YB61
- (734339) 2014 YP62
- (734340) 2014 YL63
- (734341) 2014 YW64
- (734342) 2014 YW65
- (734343) 2014 YC75
- (734344) 2014 YD75
- (734345) 2014 YC77
- (734346) 2014 YE77
- (734347) 2014 YK80
- (734348) 2014 YR83
- (734349) 2014 YS86
- (734350) 2014 YU86
- (734351) 2014 YB89
- (734352) 2014 YH94
- (734353) 2014 YM95
- (734354) 2015 AY1
- (734355) 2015 AD2
- (734356) 2015 AD3
- (734357) 2015 AX3
- (734358) 2015 AX4
- (734359) 2015 AE5
- (734360) 2015 AO5
- (734361) 2015 AX5
- (734362) 2015 AS6
- (734363) 2015 AV6
- (734364) 2015 AP7
- (734365) 2015 AG8
- (734366) 2015 AA10
- (734367) 2015 AH10
- (734368) 2015 AR11
- (734369) 2015 AE13
- (734370) 2015 AJ14
- (734371) 2015 AA16
- (734372) 2015 AF16
- (734373) 2015 AH18
- (734374) 2015 AU19
- (734375) 2015 AX20
- (734376) 2015 AC21
- (734377) 2015 AU21
- (734378) 2015 AM22
- (734379) 2015 AK23
- (734380) 2015 AM23
- (734381) 2015 AO24
- (734382) 2015 AK26
- (734383) 2015 AN26
- (734384) 2015 AD27
- (734385) 2015 AP27
- (734386) 2015 AN28
- (734387) 2015 AA29
- (734388) 2015 AH30
- (734389) 2015 AH31
- (734390) 2015 AW36
- (734391) 2015 AK40
- (734392) 2015 AS40
- (734393) 2015 AD48
- (734394) 2015 AR48
- (734395) 2015 AC54
- (734396) 2015 AL54
- (734397) 2015 AY55
- (734398) 2015 AU57
- (734399) 2015 AR60
- (734400) 2015 AE61
- (734401) 2015 AW62
- (734402) 2015 AG63
- (734403) 2015 AL74
- (734404) 2015 AM77
- (734405) 2015 AR77
- (734406) 2015 AO79
- (734407) 2015 AN81
- (734408) 2015 AB83
- (734409) 2015 AK86
- (734410) 2015 AG87
- (734411) 2015 AX87
- (734412) 2015 AR88
- (734413) 2015 AT88
- (734414) 2015 AY90
- (734415) 2015 AM94
- (734416) 2015 AB96
- (734417) 2015 AY96
- (734418) 2015 AP103
- (734419) 2015 AO107
- (734420) 2015 AO108
- (734421) 2015 AC109
- (734422) 2015 AS110
- (734423) 2015 AO111
- (734424) 2015 AX111
- (734425) 2015 AJ113
- (734426) 2015 AQ113
- (734427) 2015 AO116
- (734428) 2015 AC122
- (734429) 2015 AM124
- (734430) 2015 AM125
- (734431) 2015 AW125
- (734432) 2015 AS126
- (734433) 2015 AA128
- (734434) 2015 AL130
- (734435) 2015 AC134
- (734436) 2015 AC136
- (734437) 2015 AA139
- (734438) 2015 AS139
- (734439) 2015 AN142
- (734440) 2015 AQ142
- (734441) 2015 AV144
- (734442) 2015 AV147
- (734443) 2015 AH150
- (734444) 2015 AS157
- (734445) 2015 AW157
- (734446) 2015 AY157
- (734447) 2015 AB158
- (734448) 2015 AU159
- (734449) 2015 AY162
- (734450) 2015 AZ166
- (734451) 2015 AC168
- (734452) 2015 AV169
- (734453) 2015 AU172
- (734454) 2015 AX175
- (734455) 2015 AM179
- (734456) 2015 AW181
- (734457) 2015 AZ181
- (734458) 2015 AO190
- (734459) 2015 AQ191
- (734460) 2015 AK192
- (734461) 2015 AH194
- (734462) 2015 AH196
- (734463) 2015 AV199
- (734464) 2015 AS200
- (734465) 2015 AR202
- (734466) 2015 AK204
- (734467) 2015 AB205
- (734468) 2015 AP205
- (734469) 2015 AL206
- (734470) 2015 AO206
- (734471) 2015 AW209
- (734472) 2015 AQ210
- (734473) 2015 AZ210
- (734474) 2015 AD211
- (734475) 2015 AT211
- (734476) 2015 AW214
- (734477) 2015 AO215
- (734478) 2015 AC217
- (734479) 2015 AD217
- (734480) 2015 AE220
- (734481) 2015 AF220
- (734482) 2015 AW220
- (734483) 2015 AR221
- (734484) 2015 AG222
- (734485) 2015 AT222
- (734486) 2015 AG224
- (734487) 2015 AP225
- (734488) 2015 AA227
- (734489) 2015 AA229
- (734490) 2015 AA230
- (734491) 2015 AX231
- (734492) 2015 AC232
- (734493) 2015 AV233
- (734494) 2015 AM235
- (734495) 2015 AS235
- (734496) 2015 AT235
- (734497) 2015 AF236
- (734498) 2015 AV244
- (734499) 2015 AF246
- (734500) 2015 AU246
- (734501) 2015 AY247
- (734502) 2015 AJ249
- (734503) 2015 AF250
- (734504) 2015 AF252
- (734505) 2015 AN252
- (734506) 2015 AO252
- (734507) 2015 AQ257
- (734508) 2015 AE258
- (734509) 2015 AS258
- (734510) 2015 AG259
- (734511) 2015 AP260
- (734512) 2015 AY260
- (734513) 2015 AA262
- (734514) 2015 AD263
- (734515) 2015 AP263
- (734516) 2015 AM264
- (734517) 2015 AW265
- (734518) 2015 AZ267
- (734519) 2015 AS273
- (734520) 2015 AT275
- (734521) 2015 AW275
- (734522) 2015 AC277
- (734523) 2015 AB279
- (734524) 2015 AD283
- (734525) 2015 AP284
- (734526) 2015 AW284
- (734527) 2015 AR286
- (734528) 2015 AB288
- (734529) 2015 AY288
- (734530) 2015 AC290
- (734531) 2015 AR290
- (734532) 2015 AV290
- (734533) 2015 AB292
- (734534) 2015 AK292
- (734535) 2015 BW
- (734536) 2015 BF2
- (734537) 2015 BG3
- (734538) 2015 BA5
- (734539) 2015 BE6
- (734540) 2015 BY7
- (734541) 2015 BZ7
- (734542) 2015 BU8
- (734543) 2015 BX9
- (734544) 2015 BD10
- (734545) 2015 BW10
- (734546) 2015 BB11
- (734547) 2015 BR14
- (734548) 2015 BU15
- (734549) 2015 BV15
- (734550) 2015 BY15
- (734551) Monin
- (734552) 2015 BP17
- (734553) 2015 BL19
- (734554) 2015 BD20
- (734555) 2015 BM21
- (734556) 2015 BD22
- (734557) 2015 BA23
- (734558) 2015 BM23
- (734559) 2015 BG24
- (734560) 2015 BT26
- (734561) 2015 BJ27
- (734562) 2015 BY27
- (734563) 2015 BL28
- (734564) 2015 BY29
- (734565) 2015 BB30
- (734566) 2015 BL31
- (734567) 2015 BS32
- (734568) 2015 BG33
- (734569) 2015 BX33
- (734570) 2015 BW35
- (734571) 2015 BV36
- (734572) 2015 BF37
- (734573) 2015 BU39
- (734574) 2015 BL41
- (734575) 2015 BR41
- (734576) 2015 BY41
- (734577) 2015 BM42
- (734578) 2015 BZ42
- (734579) 2015 BY43
- (734580) 2015 BC44
- (734581) 2015 BU47
- (734582) 2015 BS48
- (734583) 2015 BG49
- (734584) 2015 BR50
- (734585) 2015 BZ53
- (734586) 2015 BG54
- (734587) 2015 BS56
- (734588) 2015 BN57
- (734589) 2015 BY61
- (734590) 2015 BG63
- (734591) 2015 BK63
- (734592) 2015 BB66
- (734593) 2015 BG68
- (734594) 2015 BL69
- (734595) 2015 BT69
- (734596) 2015 BW69
- (734597) 2015 BB72
- (734598) 2015 BR72
- (734599) 2015 BR73
- (734600) 2015 BY73
- (734601) 2015 BQ74
- (734602) 2015 BL76
- (734603) 2015 BU77
- (734604) 2015 BB79
- (734605) 2015 BK81
- (734606) 2015 BO81
- (734607) 2015 BQ81
- (734608) 2015 BU81
- (734609) 2015 BZ82
- (734610) 2015 BT83
- (734611) 2015 BD85
- (734612) 2015 BC86
- (734613) 2015 BS86
- (734614) 2015 BT86
- (734615) 2015 BB96
- (734616) 2015 BS96
- (734617) 2015 BT96
- (734618) 2015 BQ97
- (734619) 2015 BZ98
- (734620) 2015 BP99
- (734621) 2015 BL101
- (734622) 2015 BT101
- (734623) 2015 BC103
- (734624) 2015 BP103
- (734625) 2015 BT103
- (734626) 2015 BX107
- (734627) 2015 BU108
- (734628) 2015 BU111
- (734629) 2015 BW111
- (734630) 2015 BX111
- (734631) 2015 BU112
- (734632) 2015 BW115
- (734633) 2015 BQ116
- (734634) 2015 BC119
- (734635) 2015 BP119
- (734636) 2015 BK121
- (734637) 2015 BR122
- (734638) 2015 BW122
- (734639) 2015 BL130
- (734640) 2015 BX130
- (734641) 2015 BX132
- (734642) 2015 BJ134
- (734643) 2015 BT136
- (734644) 2015 BU136
- (734645) 2015 BN138
- (734646) 2015 BY139
- (734647) 2015 BQ140
- (734648) 2015 BC143
- (734649) 2015 BW144
- (734650) 2015 BC145
- (734651) 2015 BW145
- (734652) 2015 BJ146
- (734653) 2015 BY146
- (734654) 2015 BB147
- (734655) 2015 BW147
- (734656) 2015 BW148
- (734657) 2015 BO149
- (734658) 2015 BN150
- (734659) 2015 BT151
- (734660) 2015 BV152
- (734661) 2015 BO154
- (734662) 2015 BP157
- (734663) 2015 BY159
- (734664) 2015 BA161
- (734665) 2015 BY164
- (734666) 2015 BW168
- (734667) 2015 BA176
- (734668) 2015 BL185
- (734669) 2015 BJ186
- (734670) 2015 BZ190
- (734671) 2015 BZ192
- (734672) 2015 BD196
- (734673) 2015 BC198
- (734674) 2015 BN201
- (734675) 2015 BB202
- (734676) 2015 BY202
- (734677) 2015 BE205
- (734678) 2015 BE206
- (734679) 2015 BS206
- (734680) 2015 BF207
- (734681) 2015 BB210
- (734682) 2015 BP210
- (734683) 2015 BL211
- (734684) 2015 BH216
- (734685) 2015 BW216
- (734686) 2015 BN217
- (734687) 2015 BS217
- (734688) 2015 BM222
- (734689) 2015 BK223
- (734690) 2015 BX224
- (734691) 2015 BZ225
- (734692) 2015 BZ229
- (734693) 2015 BH233
- (734694) 2015 BV233
- (734695) 2015 BR235
- (734696) 2015 BM237
- (734697) 2015 BS237
- (734698) 2015 BQ239
- (734699) 2015 BF240
- (734700) 2015 BK240
- (734701) 2015 BZ241
- (734702) 2015 BG242
- (734703) 2015 BB247
- (734704) 2015 BQ247
- (734705) 2015 BT247
- (734706) 2015 BW249
- (734707) 2015 BA250
- (734708) 2015 BL250
- (734709) 2015 BN253
- (734710) 2015 BD255
- (734711) 2015 BV258
- (734712) 2015 BO260
- (734713) 2015 BK261
- (734714) 2015 BH262
- (734715) 2015 BX263
- (734716) 2015 BB264
- (734717) 2015 BN265
- (734718) 2015 BO266
- (734719) 2015 BQ266
- (734720) 2015 BG268
- (734721) 2015 BN270
- (734722) 2015 BD271
- (734723) 2015 BL271
- (734724) 2015 BQ272
- (734725) 2015 BV273
- (734726) 2015 BR276
- (734727) 2015 BV276
- (734728) 2015 BL279
- (734729) 2015 BX279
- (734730) 2015 BX280
- (734731) 2015 BK281
- (734732) 2015 BL281
- (734733) 2015 BW281
- (734734) 2015 BX281
- (734735) 2015 BQ282
- (734736) 2015 BZ282
- (734737) 2015 BF284
- (734738) 2015 BN286
- (734739) 2015 BO287
- (734740) 2015 BR288
- (734741) 2015 BB296
- (734742) 2015 BM297
- (734743) 2015 BY297
- (734744) 2015 BN301
- (734745) 2015 BK303
- (734746) 2015 BS305
- (734747) 2015 BF306
- (734748) 2015 BW307
- (734749) 2015 BW308
- (734750) 2015 BT311
- (734751) 2015 BU311
- (734752) 2015 BF313
- (734753) 2015 BW317
- (734754) 2015 BF319
- (734755) 2015 BK320
- (734756) 2015 BL324
- (734757) 2015 BH326
- (734758) 2015 BV327
- (734759) 2015 BP328
- (734760) 2015 BX329
- (734761) 2015 BJ342
- (734762) 2015 BL343
- (734763) 2015 BM344
- (734764) 2015 BQ344
- (734765) 2015 BN345
- (734766) 2015 BZ345
- (734767) 2015 BB347
- (734768) 2015 BO347
- (734769) 2015 BE349
- (734770) 2015 BF349
- (734771) 2015 BE350
- (734772) 2015 BF350
- (734773) 2015 BL350
- (734774) 2015 BS350
- (734775) 2015 BC351
- (734776) 2015 BQ351
- (734777) 2015 BX351
- (734778) 2015 BV354
- (734779) 2015 BL356
- (734780) 2015 BB358
- (734781) 2015 BT359
- (734782) 2015 BN363
- (734783) 2015 BK375
- (734784) 2015 BD378
- (734785) 2015 BP379
- (734786) 2015 BR381
- (734787) 2015 BQ386
- (734788) 2015 BJ390
- (734789) 2015 BU391
- (734790) 2015 BO397
- (734791) 2015 BA398
- (734792) 2015 BB399
- (734793) 2015 BC399
- (734794) 2015 BF404
- (734795) 2015 BZ406
- (734796) 2015 BS407
- (734797) 2015 BX408
- (734798) 2015 BY410
- (734799) 2015 BB411
- (734800) 2015 BX414
- (734801) 2015 BC417
- (734802) 2015 BM422
- (734803) 2015 BN423
- (734804) 2015 BC425
- (734805) 2015 BC429
- (734806) 2015 BV430
- (734807) 2015 BP433
- (734808) 2015 BR436
- (734809) 2015 BN443
- (734810) 2015 BE444
- (734811) 2015 BV446
- (734812) 2015 BX446
- (734813) 2015 BM448
- (734814) 2015 BJ449
- (734815) 2015 BV449
- (734816) 2015 BH452
- (734817) 2015 BS456
- (734818) 2015 BT458
- (734819) 2015 BR461
- (734820) 2015 BQ464
- (734821) 2015 BB465
- (734822) 2015 BG465
- (734823) 2015 BX465
- (734824) 2015 BB467
- (734825) 2015 BC467
- (734826) 2015 BL468
- (734827) 2015 BY470
- (734828) 2015 BQ475
- (734829) 2015 BT476
- (734830) 2015 BW476
- (734831) 2015 BE478
- (734832) 2015 BO481
- (734833) 2015 BG483
- (734834) 2015 BF484
- (734835) 2015 BQ487
- (734836) 2015 BN496
- (734837) 2015 BY505
- (734838) 2015 BH511
- (734839) 2015 BT511
- (734840) 2015 BN513
- (734841) 2015 BO513
- (734842) 2015 BR517
- (734843) 2015 BW517
- (734844) 2015 BH525
- (734845) 2015 BO525
- (734846) 2015 BP529
- (734847) 2015 BV532
- (734848) 2015 BZ533
- (734849) 2015 BY536
- (734850) 2015 BK539
- (734851) 2015 BX541
- (734852) 2015 BR542
- (734853) 2015 BW546
- (734854) 2015 BV547
- (734855) 2015 BN548
- (734856) 2015 BH552
- (734857) 2015 BT553
- (734858) 2015 BV553
- (734859) 2015 BH554
- (734860) 2015 BL555
- (734861) 2015 BN556
- (734862) 2015 BX558
- (734863) 2015 BF559
- (734864) 2015 BH559
- (734865) 2015 BD560
- (734866) 2015 BG560
- (734867) 2015 BZ560
- (734868) 2015 BJ561
- (734869) 2015 BX561
- (734870) 2015 BN563
- (734871) 2015 BR564
- (734872) 2015 BR565
- (734873) 2015 BE566
- (734874) 2015 BL566
- (734875) 2015 BT566
- (734876) 2015 BS570
- (734877) 2015 BJ572
- (734878) 2015 BW574
- (734879) 2015 BL577
- (734880) 2015 BQ593
- (734881) 2015 BV593
- (734882) 2015 BP594
- (734883) 2015 BU594
- (734884) 2015 BW594
- (734885) 2015 BX594
- (734886) 2015 BG601
- (734887) 2015 BF606
- (734888) 2015 BD607
- (734889) 2015 BZ607
- (734890) 2015 BW613
- (734891) 2015 BK614
- (734892) 2015 CT1
- (734893) 2015 CC3
- (734894) 2015 CE3
- (734895) 2015 CV3
- (734896) 2015 CC6
- (734897) 2015 CJ6
- (734898) 2015 CO7
- (734899) 2015 CQ8
- (734900) 2015 CF13
- (734901) 2015 CG15
- (734902) 2015 CG16
- (734903) 2015 CV16
- (734904) 2015 CK17
- (734905) 2015 CF18
- (734906) 2015 CW19
- (734907) 2015 CY19
- (734908) 2015 CL24
- (734909) 2015 CN24
- (734910) 2015 CA25
- (734911) 2015 CV25
- (734912) 2015 CX25
- (734913) 2015 CZ26
- (734914) 2015 CD28
- (734915) 2015 CX29
- (734916) 2015 CJ30
- (734917) 2015 CN30
- (734918) 2015 CX30
- (734919) 2015 CE33
- (734920) 2015 CN34
- (734921) 2015 CB39
- (734922) 2015 CH39
- (734923) 2015 CJ39
- (734924) 2015 CY39
- (734925) 2015 CX40
- (734926) 2015 CY40
- (734927) 2015 CA41
- (734928) 2015 CP41
- (734929) 2015 CF42
- (734930) 2015 CM45
- (734931) 2015 CW45
- (734932) 2015 CF46
- (734933) 2015 CD48
- (734934) 2015 CG51
- (734935) 2015 CU56
- (734936) 2015 CV56
- (734937) 2015 CJ57
- (734938) 2015 CP57
- (734939) 2015 CU60
- (734940) 2015 CB62
- (734941) 2015 CW67
- (734942) 2015 CA68
- (734943) 2015 CJ68
- (734944) 2015 CT70
- (734945) 2015 CO73
- (734946) 2015 CB77
- (734947) 2015 CV78
- (734948) 2015 CQ81
- (734949) 2015 DG2
- (734950) 2015 DU2
- (734951) 2015 DM4
- (734952) 2015 DL5
- (734953) 2015 DM8
- (734954) 2015 DY8
- (734955) 2015 DD9
- (734956) 2015 DT10
- (734957) 2015 DS13
- (734958) 2015 DF18
- (734959) 2015 DX18
- (734960) 2015 DP25
- (734961) 2015 DV26
- (734962) 2015 DE28
- (734963) 2015 DX29
- (734964) 2015 DD30
- (734965) 2015 DE30
- (734966) 2015 DT31
- (734967) 2015 DA32
- (734968) 2015 DD32
- (734969) 2015 DH33
- (734970) 2015 DT47
- (734971) 2015 DP52
- (734972) 2015 DT54
- (734973) 2015 DE56
- (734974) 2015 DJ56
- (734975) 2015 DO59
- (734976) 2015 DR64
- (734977) 2015 DJ71
- (734978) 2015 DM73
- (734979) 2015 DV75
- (734980) 2015 DS83
- (734981) 2015 DX83
- (734982) 2015 DP84
- (734983) 2015 DJ91
- (734984) 2015 DC92
- (734985) 2015 DG95
- (734986) 2015 DB96
- (734987) 2015 DF96
- (734988) 2015 DP96
- (734989) 2015 DR96
- (734990) 2015 DP98
- (734991) 2015 DY98
- (734992) 2015 DZ99
- (734993) 2015 DQ101
- (734994) 2015 DY102
- (734995) 2015 DD103
- (734996) 2015 DJ103
- (734997) 2015 DY103
- (734998) 2015 DF105
- (734999) 2015 DW105
- (735000) 2015 DD106